# Verano en rojo
Verano en rojo es una película de suspense española de 2023 dirigida por Belén Macías, basada en la novela de Berna González Harbour, y protagonizada por Marta Nieto y José Coronado.

## Argumento
Ambientada en el verano de 2010, entre Madrid y Navarra, con el telón de fondo de la atención prestada en España a la Copa Mundial de la FIFA 2010 y la aparición de casos de abuso sexual (pederastia) dentro de la Iglesia Católica, la trama sigue la difícil situación del inspector de policía. María Ruiz al enfrentar un difícil caso de asesinato, para el cual será asistida por el veterano periodista Luna.

## Producción y estreno
Adaptación cinematográfica de la novela «Verano en rojo» de Berna González Harbour, el guion fue escrito por Belén Macías y Helio Mira. La película ha sido producida por Verano en rojo AIE y Tornasol Media, con la participación de RTVE, Movistar+ y el apoyo del ICAA. Los lugares de rodaje incluyeron Madrid y Pamplona.
Distribuida por DeAPlaneta, la película se estrenará en cines en España el 8 de septiembre de 2023.
Raquel Hernández Luján de HobbyConsolas puntuó la película con 70 puntos ('bueno'), destacando como puntos positivos el reparto, los movimientos de cámara de Macía y la denuncia social "poderosa" y como negativo citó cómo la película se apega a fórmulas conocidas. punto.
Jordi Batlle Caminal, de Fotogramas, valora la película con 3 estrellas sobre 5, considerándola igual de efectiva en su denuncia que Spotlight pero menos aburrida.
Javier Ocaña, de Cinemanía, valoró la película con 3 sobre 5 estrellas acogiendo la primera mirada frontal al tema en España desde Mala Educación, destacando por otra parte "la reflexión sobre la soledad adolescente, de la que se alimentan estos bichos", como lo mejor de la película.
Manuel J. Lombardo, del Diario de Sevilla, valora la película con una sola estrella, valorando que ni el thriller policial ni los planteamientos de investigación periodística funcionan en la película.